# Hogna graeca
Hogna graeca är en spindelart som först beskrevs av Roewer 1951.  Hogna graeca ingår i släktet Hogna och familjen vargspindlar.
Artens utbredningsområde är Grekland. Inga underarter finns listade i Catalogue of Life.